# Lac Hébécourt
Lac Hébécourt är en sjö i Kanada.   Den ligger i regionen Abitibi-Témiscamingue och provinsen Québec, i den sydöstra delen av landet, 400 km nordväst om huvudstaden Ottawa. Lac Hébécourt ligger 265 meter över havet. Arean är 7,2 kvadratkilometer. Den sträcker sig 2,7 kilometer i nord-sydlig riktning, och 6,6 kilometer i öst-västlig riktning.
I omgivningarna runt Lac Hébécourt växer i huvudsak blandskog. Trakten runt Lac Hébécourt är nära nog obefolkad, med mindre än två invånare per kvadratkilometer.